# Lampropeltis ruthveni
Lampropeltis ruthveni là một loài rắn trong họ Rắn nước. Loài này được Blanchard mô tả khoa học đầu tiên năm 1920.